# Raymond Burr
Raymond William Stacy Burr (New Westminster, British Columbia, Canada, 21 mei 1917 – Sonoma, Californië, VS, 12 september 1993) was een Canadees acteur die veelal in Amerikaans producties verscheen.
Burr werd wereldberoemd als advocaat Perry Mason in de gelijknamige serie. Tussen 1957 en 1966 werden er 271 afleveringen gemaakt. In de jaren 80 en begin jaren 90 blies Burr de rol nieuw leven door het personage nog 26 keer te spelen in een reeks televisiefilms. Ook de rol van Robert T. Ironside in de serie Ironside maakte van Burr een bekende tv-persoonlijkheid. Hij speelde Ironside tussen 1967 en 1975. In 1993 keerde hij één keer terug als Ironside in een reünie-televisiefilm.
Burr debuteerde in 1940 en speelde in vele films. Zo speelde hij een bijrol in de Alfred Hitchcock-film Rear Window en was hij met George Peppard te zien in P.J..
Hoewel Burr eind jaren 40 kortstondig getrouwd was met Isabella Ward, was hij homoseksueel. Burr overleed op 76-jarige leeftijd aan leverkanker.

## Filmografie
- Earl of Puddlestone (1940) - Rol onbekend (Niet op aftiteling)
- Without Reservations (1946) - Paul Gill (Niet op aftiteling)
- San Quentin (1946) - Jeff Torrance
- Code of the West (1947) - Boyd Carter
- Desperate (1947) - Walt Radak
- I Love Trouble (1948) - Herb
- Sleep, My Love (1948) - Det. Sgt. Strake
- Ruthless (1948) - Pete Vendig
- Fighting Father Dunne (1948) - Aanklagende advocaat in montage (Niet op aftiteling)
- Raw Deal (1948) - Rick Coyle
- Pitfall (1948) - MacDonald
- Station West (1948) - Mark Bristow (advocaat)
- Walk a Crooked Mile (1948) - Krebs
- Adventures of Don Juan (1948) - Kapitein Alvarez
- Bridge of Vengeance (1949) - Michelotto
- Black Magic (1949) - Alexandre Dumas, Jr.
- Red Light (1949) - Nick Cherney
- Love Happy (1949) - Alphonse Zoto
- Abondoned (1949) - Kerric
- Unmasked (1950) - Roger Lewis
- Key to the City (1950) - Les Taggart
- Borderline (1950) - Pete Ritchie
- The Bigelow Theatre Televisieserie - Rol onbekend (Afl., Big Hello, 1951)
- The Amazing Mr. Malone Televisieserie - Rol onbekend (Afl., Premiere, 1951)
- Stars Over Hollywood Televisieserie - Rol onbekend (Afl., Prison Doctor, 1951|Pearls from Paris, 1951)
- New Mexico (1951) - Soldaat Anderson
- M (1951) - Pottsy
- A Place in the Sun (1951) - Openbaar aanklager R. Frank Malone
- His Kind of Woman (1951) - Nick Ferraro
- The Whip Hand (1951) - Steve Loomis
- The Magic Carpet (1951) - Grand Vizier Boreg al Buzzar
- Family Theatre Televisieserie - Peter (Afl., Triumphant Hour, 1951)
- Bride of the Gorilla (1951) - Barney Chavez
- FBI Girl (1951) - Blake
- Chesterfield Sound Off Time Televisieserie - Chief of Detectives Thad Brown (Afl., Dragnet: The Human Bomb, 1951)
- Dragnet Televisieserie - Chief Detective Thad Brown (Afl., The Human Bomb, 1951)
- Meet Danny Wilson (1951) - Nick Driscoll alias Joe Martell
- Family Theatre Televisieserie - Simon the Cyrenean (Afl., That I May See, 1951)
- A Star Shall Rise (1952) - Balthazar
- Rebound Televisieserie - Rol onbekend (Afl., Joker's Wild, 1952)
- Maru Maru (1952) - Brock Benedict
- The Unexpected Televisieserie - Dokter (Afl., The Magnificent Lie, 1952)
- Gruen Guild Playhouse Televisieserie - Rol onbekend (Afl., The Tiger, 1952|The Leather Coat, 1952|Face Value, 1952)
- Horizons West (1952) - Cord Hardin
- Family Theatre Televisieserie - Rol onbekend (Afl., A Star Shall Rise, 1953)
- Tales of Tomorrow Televisieserie - Rol onbekend (Afl., The Mask of Medusa, 1953)
- Your Favorite Story Televisieserie - Rol onbekend (Afl., How Much Land Does a Man Need?, 1953)
- The Bandits of Corsica (1953) - Jonatto
- The Blue Gardenia (1953) - Harry Prebble
- Serpent of the Nile (1953) - Mark Anthony
- Tarzan and the She-Devil (1953) - Vargo
- Fort Algiers (1953) - Amir
- Four Star Playhouse Televisieserie - Gonzales (Afl., The Room, 1953)
- Casanova's Big Night (1954) - Bragadin
- Mr. & Mrs. North Televisieserie - Rol onbekend (Afl., Murder for Sale, 1954)
- Gorilla at Large (1954) - Cy Miller
- Rear Window (1954) - Lars Thorwald
- Ford Television Theatre Televisieserie - Red Lefwick (Afl., The Fugitives, 1954)
- Khyber Patrol (1954) - Kapt. Ahmed Shir
- Thunder Pass (1954) - Tulsa
- Mannequins für Rio (1954) - Jaime Coltos
- Passion (1954) - Kapitein Rodriguez
- Schlitz Playhouse of Stars Televisieserie - Rol onbekend (Afl., The Ordeal of Dr. Sutton, 1955)
- You're Never Too Young (1955) - Noonan
- A Man Alone (1955) - Stanley, Bank of Mesa
- Count Three and Pray (1955) - Yancey Huggins
- Lux Video Theatre Televisieserie - Rol onbekend (Afl., A Place in the Sun, 1954|Shall Not Perish, 1954|The Web, 1955)
- The 20th Century-Fox Hour Televisieserie - Rol onbekend (Afl., The Ox-Bow Incident, 1955)
- The Ford Television Theatre Televisieserie - Robert Drayton (Afl., Man Without a Fear, 1956)
- Climax! Televisieserie - Luitenant Shea (Afl., The Sound of Silence, 1956)
- Please Murder Me (1956) - Advocaat Craig Carlson
- Celebrity Playhouse Televisieserie - George (Afl., No Escape, 1956)
- Godzilla, King of the Monsters! (1956) - Steve Martin
- Great Day in the Morning (1956) - Jumbo Means
- Climax! Televisieserie - Philip Moran (Afl., The Shadow of Evil, 1956)
- Secret of Treasure Mountain (1956) - Cash Larsen
- A Cry in the Night (1956) - Harold Loftus
- Lux Video Theatre Televisieserie - Dan Reynolds (Afl., Flamingo Road, 1956)
- Climax! Televisieserie - Sergeant Ben Gurnick (Afl., Savage Portrait, 1956)
- The Brass Legend (1956) - Tris Hatten
- Ride the High Iron (1956) - Ziggy Moline
- Playhouse 90 Televisieserie - Lester Friedman (Afl., The Greer Case, 1957)
- Crime of Passion (1957) - Politie-inspecteur Anthony (Tony) Pope
- Undercurrent Televisieserie - George (Afl., No Escape, 1957)
- The Web Televisieserie - George (Afl., No Escape, 1957)
- Affair in Havana (1957) - Mallabee
- Playhouse 90 Televisieserie - Charles Bent (Afl., Lone Woman, 1957)
- Desire in the Dust (1960) - Kol. Ben Marquand
- The Jack Benny Program Televisieserie - Perry Mason (Afl., Jack on Trial for Murder, 1961)
- Perry Mason Televisieserie - Perry Mason (271 afl., 1957-1966)
- Ironside (Televisiefilm, 1967) - Robert Ironside
- It Takes a Thief Televisieserie - S.I.A. Bureau Chief (Afl., A Thief Is a Thief, 1968)
- P.J. (1968) - William Orbison
- The Priest Killer (Televisiefilm, 1971) - Robert Ironside
- The Bold Ones: The New Doctors Televisieserie - Detective Robert Ironside (Afl., Five Days in the Death of Sgt. Brown: Part 2, 1972)
- Portrait: A Man Who Name Was John (Televisiefilm, 1973) - Angelo Roncalli, Pope John XXIII
- Ironside Televisieserie - Robert T. Ironside (195 afl., 1967-1975)
- Mallory: Circumstantial Evidence (Televisiefilm, 1976) - Arthur Mallory
- Kingston (Televisiefilm, 1976) - R.B. Kingston
- Harold Robbins' 79 Park Avenue (Mini-serie, 1977) - Armand Perfido
- Kingston: Confidential Televisieserie - R.B. Kingston (13 afl., 1977)
- Tomorrow Never Comes (1978) - Burke
- The Bastard (Televisiefilm, 1978) - Verteller (Stem)
- Centennial (Mini-serie, 1978) - Herman Bockweiss
- The Jordan Chance (Televisiefilm, 1978) - Frank Jordan
- The Love Boat Televisieserie - Malcolm Dwyer (Afl., Disco Baby/Alas, Poor Dwyer/After the War/Ticket to Ride/Itsy Bitsy: Part 1 & 2, 1979)
- Love's Savage Fury (Televisiefilm, 1979) - Lyle Taggart, Sr.
- Eischied Televisieserie - Politiecommissaris (Afl., Only the Pretty Girls Die: Part 1 & 2, 1979)
- The Misadventures of Sheriff Lobo Televisieserie - Rol onbekend (Afl., The Mob Comes to Orly, 1979)
- Disaster on the Coastliner (Televisiefilm, 1979) - Estes Hill
- The Thirteenth Day: The Story of Esther (Televisiefilm, 1979) - Verteller (Stem)
- The Return (1980) - Dr. Kramer
- The Curse of King Tut's Tomb (Televisiefilm, 1980) - Jonash Sabastian
- Out of the Blue (1980) - Dr. Brean
- The Night the City Screamed (Televisiefilm, 1980) - Burgemeester
- Peter and Paul (Televisiefilm, 1981) - Herod Agrippa I
- Airplane II: The Sequel (1982) - Rechter D.C. Simonton
- Gojira 1985 (1984) - Steve Martin
- Perry Mason Returns (Televisiefilm, 1985) - Perry Mason
- Perry Mason: The Case of the Notorious Nun (Televisiefilm, 1986) - Perry Mason
- Perry Mason: The Case of the Shooting Star (Televisiefilm, 1986) - Perry Mason
- Perry Mason: The Case of the Lost Love (Televisiefilm, 1987) - Perry Mason
- Perry Mason: The Case of the Sinister Spirit (Televisiefilm, 1987) - Perry Mason
- Perry Mason: The Case of the Murdered Madam (Televisiefilm, 1987) - Perry Mason
- Perry Mason: The Case of the Scandalous Scoundrel (Televisiefilm, 1987) - Perry Mason
- Perry Mason: The Case of the Avenging Ace (Televisiefilm, 1988) - Perry Mason
- Perry Mason: The Case of the Lady in the Lake (Televisiefilm, 1988) - Perry Mason
- Perry Mason: The Case of the Lethal Lesson (Televisiefilm, 1989) - Perry Mason
- Perry Mason: The Case of the Musical Murder (Televisiefilm, 1989) - Perry Mason
- Perry Mason: The Case of the All-Star Assassin (Televisiefilm, 1989) - Perry Mason
- Perry Mason: The Case of the Poisoned Pen (Televisiefilm, 1990) - Perry Mason
- Perry Mason: The Case of the Desperate Deception (Televisiefilm, 1990) - Perry Mason
- Perry Mason: The Case of the Silenced Singer (Televisiefilm, 1990) - Perry Mason
- Perry Mason: The Case of the Defiant Daughter (Televisiefilm, 1990) - Perry Mason
- Showdown at Williams Creek (1991) - De rechter
- Perry Mason: The Case of the Ruthless Reporter (Televisiefilm, 1991) - Perry Mason
- Perry Mason: The Case of the Maligned Mobster (Televisiefilm, 1991) - Perry Mason
- Perry Mason: The Case of the Glass Coffin (Televisiefilm, 1991) - Perry Mason
- Delirious (1991) - Carter Hedison
- Perry Mason: The Case of the Fatal Fashion (Televisiefilm, 1991) - Perry Mason
- Grass Roots (Televisiefilm, 1992) - Rechter Boggs
- Perry Mason: The Case of the Fatal Framing (Televisiefilm, 1992) - Perry Mason
- Perry Mason: The Case of the Reckless Romeo (Televisiefilm, 1992) - Perry Mason
- Perry Mason: The Case of the Heartbroken Bride (Televisiefilm, 1992) - Perry Mason
- Perry Mason: The Case of the Skin-Deep Scandal (Televisiefilm, 1993) - Perry Mason
- The Return of Ironside (Televisiefilm, 1993) - Robert Ironside
- Perry Mason: The Case of the Telltale Talk Show Host (Televisiefilm, 1993) - Perry Mason
- Perry Mason: The Case of the Killer Kiss (Televisiefilm, 1993) - Perry Mason

- Bibsys: 4012443
- Biblioteca Nacional de España: XX949151
- Bibliothèque nationale de France: cb13494504v (data)
- Catàleg d'autoritats de noms i títols de Catalunya: 981058514770006706
- Gemeinsame Normdatei: 119196492
- International Standard Name Identifier: 0000 0001 1487 6052
- Library of Congress Control Number: n81050692
- National Archives and Records Administration: 10567874
- Nationale Bibliotheek van Tsjechië: xx0175460
- Nationale bibliotheek van Australië: 35821382
- Nationale Bibliotheek van Israël: 987007457165205171
- Nederlandse Thesaurus van Auteursnamen: 081606303
- SNAC: w6zg7zn3
- Système universitaire de documentation: 074508520
- Trove: 1234045
- Virtual International Authority File: 10002279
- WorldCat: E39PBJtX3tmGTX3FWMVV3bqJDq